# Kabatina thujae
Kabatina thujae R. Schneid. & Arx – gatunek grzybów z klasy Dothideomycetes.

## Systematyka i nazewnictwo
Pozycja w klasyfikacji według Index Fungorum: Kabatina, Dothioraceae, Dothideales, Dothideomycetidae, Dothideomycetes, Pezizomycotina, Ascomycota, Fungi.
Po raz pierwszy opisali go w 1966 r. Roswitha Schneider i Josef Adolph von Arx na pędach żywotnika zachodniego (Thuja occidentalis) w Niemczech.

## Charakterystyka
Mikroskopijny grzyb pasożytniczy porażający pędy żywotników (Thuja), cyprysów (Cupressus) i cypryśników (Chamaecyparis). Wywołuje u nich chorobę o nazwie zamieranie pędów żywotnika. Najsilniej atakuje żywotnika zachodniego.